# Gennady Ivanovich Obaturov
Gennady Ivanovich Obaturov (tiếng Nga: Геннадий Иванович Обатуров; 1915-1996) là một Đại tướng Liên Xô. Ông là Cố vấn trưởng và Trưởng phái đoàn viện trợ quân sự đặc biệt của Liên Xô cho Việt Nam trong Chiến tranh biên giới Việt–Trung 1979.

## Thiếu thời
Gennady Obaturov sinh ngày 9 tháng 1 năm 1915 (tức 27 tháng 12 năm 1914 trong lịch Nga cũ) trong một gia đình nông dân ở làng Maloe Zarecheno, thuộc quận Slobodsky, tỉnh Vyatka, Đế quốc Nga (nay là huyện Nagorsky, tỉnh Kirov, Liên bang Nga). Ông sinh trưởng trong một gia đình có năm anh chị em.
Trong Thế chiến thứ nhất, cha ông bị động viên vào Quân đội Đế quốc Nga và tử trận năm 1916. Vào khoảng đầu thập niên 1920, mẹ ông qua đời, các anh chị em ông tự mình lao động trong các nông trang. Bản thân Gennady cũng bắt đầu làm việc trên đồng từ năm 9 tuổi.
Năm 1930, ông tốt nghiệp chương trình trung học 7 năm của trường nông trang thanh niên. Năm 1933, ông tốt nghiệp trường Cao đẳng Hợp tác xã Gorky. Sau khi tốt nghiệp, ông làm việc tại thành phố Vyatka với tư cách là giám đốc sản xuất của bộ phận phục vụ của hợp tác xã công nhân đô thị.

## Bắt đầu sự nghiệp quân sự
Ông tình nguyện nhập ngũ vào Hồng quân vào tháng 10 năm 1935. Ông được gửi theo học và tốt nghiệp trường thiết giáp Oryol mang tên M.V. Frunze năm 1938. Năm 1938 - 1939, ông phục vụ trong Trung đoàn cơ giới 31 của Sư đoàn kỵ binh 31 thuộc Tập đoàn quân đặc biệt Viễn Đông ở Viễn Đông: chỉ huy trung đội, từ tháng 12 năm 1938; huấn luyện viên xạ kích của trung đoàn, từ tháng 5 năm 1939; trợ lý quân báo của tham trưởng trung đoàn.
Tháng 9 năm 1939, ông được tiếp tục cử đi học. Ông tốt nghiệp Học viện Mô tô và Cơ giới hóa mang tên I.V. Stalin vào tháng 9 năm 1941, sau khi cuộc Chiến tranh Xô-Đức nổ ra. Tuy nhiên, ông không được gửi ra mặt trận ngay khi đó. Cùng với Học viện, ông được sơ tán đến Tashkent và được bổ nhiệm làm giáo viên cơ sở trong khoa chiến thuật.

## Chiến tranh vệ quốc vĩ đại
Mãi đến tháng 5 năm 1942, ông mới được gửi ra mặt trận với chức vụ Phó tham mưu trưởng của Lữ đoàn xe tăng 160. Phục vụ trong Quân đoàn xe tăng 11, ông tham gia vào các trận chiến phòng thủ của Phương diện quân Bryansk. Chưa đầy một tháng sau khi đến mặt trận, ông được giao chỉ huy một đơn vị xe tăng xung kích thay cho chỉ huy trước đã hy sinh. Chiếc xe tăng của ông đã bị bắn hạ trong một trận chiến vào ngày 11 tháng 7, bản thân Obaturov bị thương nặng và bị bỏng trong một chiếc xe tăng. Ông phải nằm điều trị tại một bệnh viện ở Kemerovo trong hơn 3 tháng.
Tháng 9 năm 1942, ông được bổ nhiệm làm Tham mưu trưởng Lữ đoàn xe tăng 239 trong Quân đoàn 11 của Phương diện quân Tây Bắc, vào tháng 10 năm 1942, được bổ nhiệm làm Phó trung đoàn trưởng một trung đoàn xe tăng trong lữ đoàn này. Ông tham chiến trong Chiến dịch Demyansk, sau đó là trận Demyansk thứ hai vào năm 1943. Tại Demyansk, ông bị thương hai lần, kể cả trong trận chiến ngày 17 tháng 2 năm 1943, đến nỗi ông phải nằm gần 8 tháng trong bệnh viện.
Sau khi phục hồi, ông được chuyển đến khu vực phía nam của mặt trận Xô-Đức. Từ tháng 10 năm 1943, với tư cách là Tham mưu trưởng của Lữ đoàn cơ giới số 13 của Quân đoàn cơ giới số 4, ông đã chiến đấu trên các mặt trận của Phương diện quân Nam, Phương diện quân Ukraina 3 và Phương diện quân Ukraina 2. Ông được khen ngợi xuất sắc trong các chiến dịch Melitopolsky (nơi ông đã bị thương lần thứ tư ngày 17 tháng 10 năm 1943), Chiến dịch tấn công Nikopol–Krivoi Rog, Chiến dịch tấn công Bereznegovatoye–Snigirevka (nơi ông bị thương lần thứ năm vào ngày 17 tháng 3 năm 1944), Chiến dịch tấn công chiến lược Iaşi-Chişinău.
Vào mùa thu năm 1944, ông giữ chức vụ là chỉ huy lữ đoàn, được phối thuộc với các lực lượng được chỉ huy bởi Beograd và tham gia vào chiến dịch Budapest. Ông tham chiến trận cuối cùng trước khi kết thúc chiến tranh tại Slovakia.
Trong chiến tranh, ông đã nhiều lần thể hiện năng lực chiến thuật và lòng can đảm cá nhân (5 vết thương). Trong ba năm tham chiến, ông đã được trao bảy huân chương và một huy chương Quân công.

## Hoạt động sau chiến tranh
Tháng 7 - tháng 9 năm 1945, ông được giao nhiệm vụ chỉ huy Trung đoàn xe tăng 37 thuộc Lữ đoàn cơ giới số 15, sau đó - chỉ huy một tiểu đoàn xe tăng độc lập của Trung đoàn cơ giới số 15 thuộc Sư đoàn cơ giới số 4. Từ tháng 12 năm 1945 đến tháng 6 năm 1950 - chỉ huy của Trung đoàn cơ giới cận vệ số 13 thuộc Sư đoàn cơ giới 19 trong Cụm binh đoàn phương Nam. Năm 1952, ông tốt nghiệp Học viện quân sự cấp cao mang tên K.E. Voroshilov; tháng 9 năm 1952, ông được bổ nhiệm làm tư lệnh Sư đoàn cơ giới số 33. Sư đoàn này là một phần của một đội quân cơ giới riêng biệt và đóng quân tại thành phố Timișoara của România, gần biên giới với Hungary. Ông được thăng quân hàm Thiếu tướng lực lượng xe tăng năm 1954.

## Cuộc nổi dậy của Hungary
Ngay sau khi bắt đầu cuộc nổi dậy ở Hungary, sư đoàn của tướng Obaturov đã được báo động và nhận lệnh vượt qua biên giới Hungary, hành quân đến Budapest và bảo vệ các lãnh đạo của nhà nước. Đến cuối ngày 24 tháng 10 năm 1956, các đơn vị tiền trạm của sư đoàn, đứng đầu là Obaturov, tiến vào Budapest. Bấy giờ, chỉ huy sư đoàn không nắm được tình hình trong thành phố, nhiều đơn vị trong sư đoàn không có bản đồ của thành phố, các sĩ quan biết thành phố chưa được điều động đến. Các đơn vị đã bị lôi kéo vào các cuộc tấn công từ nhiều phía trong thành phố, bị chia cắt và chịu nhiều tổn thất. Trong hoàn cảnh đó, tướng Obaturov chủ động quyết định dừng việc thực hiện nhiệm vụ chiến đấu, đưa ra mệnh lệnh cho các đơn vị đảm nhận nhiệm vụ phòng thủ toàn diện. Sau các cuộc giao chiến đường phố khốc liệt, ông đã tái lập được liên lạc với các đơn vị của mình. Sau đó, theo thỏa thuận với chính phủ Imre Nagy, bộ chỉ huy Liên Xô đã rút quân Liên Xô khỏi Budapest. Trong chiến dịch này, sư đoàn của Obaturov đã tham gia đầy đủ. Trong quá trình chiến đấu, sư đoàn đã có 150 người chết, 13 xe tăng, 1 pháo tự hành, 9 xe bọc thép bị phá hủy. Nhờ thành tích này, ông được trao tặng Huân chương Suvorov. Cùng năm, sư đoàn được biên chế trong Cụm binh đoàn phương Nam mới thành lập.

## Hoạt động trong những năm 1960-1970
Năm 1957, ông tốt nghiệp các khóa học cao hơn tại Học viện quân sự của Bộ Tổng tham mưu. Kể từ năm 1958, ông được giao nhiệm vụ chỉ huy Quân đoàn 12 của quân khu Bắc Kavkaz, đóng quân tại Bắc Ossetia-Alania, Kabardino-Balkaria, các Chechen-Ingush. Sau đó, đơn vị ông được chuyển đến Lãnh thổ Krasnodar và Adygea.
Tháng 5 năm 1960, ông được bổ nhiệm làm tư lệnh Quân đoàn xe tăng Cận vệ số 6 của Quân khu Kiev. ông được thăng quân hàm Trung tướng xe tăng năm 1963. Từ tháng 7 năm 1966, ông là Phó Tư lệnh Quân khu Bắc Kavkaz. Từ tháng 5 năm 1968 - Phó Tư lệnh Quân khu Karpat. Vào tháng 8 cùng năm, một phần đáng kể của các đơn vị của quân khu đã được đưa vào Tiệp Khắc. Sau chiến dịch, ông được trao tặng Huân chương Sao đỏ.
Từ tháng 7 năm 1969, ông là quyền Tư lệnh, và kể từ tháng 1 năm 1970 - Tư lệnh Quân khu Karpat. Ông được thăng Thượng tướng năm 1970. Từ tháng 8 năm 1973, ông là Phó Chánh Thanh tra thứ nhất của Bộ Quốc phòng Liên Xô.

## Cố vấn quân sự cao cấp ở Việt Nam
Tháng 1 năm 1979, Obaturov được cử sang Việt Nam làm Cố vấn trưởng Quân sự cho Bộ Quốc phòng Cộng hòa Xã hội Chủ nghĩa Việt Nam. Ông được phong quân hàm Đại tướng bởi một sắc lệnh của Đoàn chủ tịch Xô viết tối cao Liên Xô vào ngày 19 tháng 2 năm 1979. Bấy giờ, quân đội Trung Quốc đã vượt qua biên giới phía bắc Việt Nam và Chiến tranh biên giới Việt–Trung 1979 đã nổ ra. Đứng đầu đoàn cố vấn, Obaturov ngay lập tức đến khu vực chiến đấu và theo lời thuật của những người tham gia các sự kiện đó, có ảnh hưởng lớn đến bộ chỉ huy và lãnh đạo chính trị Việt Nam trong việc quản lý các hoạt động chiến đấu. Ông đã đóng một vai trò lớn trong thực tế là cuộc tấn công của Trung Quốc đã bị chặn đứng ngay cả ở khu vực biên giới với rất nhiều thiệt hại cho những kẻ tấn công. Cuối tháng 3 năm 1979, Trung Quốc phải rút quân khỏi tất cả các vùng của Việt Nam. Trong những năm sau đó, ngoài việc giúp trang bị lại và tổ chức lại quân đội Việt Nam, ông còn tham gia vào việc thành lập lực lượng vũ trang Lào và Campuchia.

## Những năm cuối cùng quân ngũ
Từ tháng 12 năm 1982, ông là Giám đốc Học viện Quân sự mang tên M.V. Frunze. Từ tháng 8 năm 1985 - Thanh tra quân sự, Cố vấn cho Nhóm Tổng thanh tra Bộ Quốc phòng Liên Xô. Từ tháng 1 năm 1992 - nghỉ hưu.
Sau khi nghỉ hưu, ông sống tại Moskva. Ông đã viết hồi ký tường thuật chi tiết về sự nghiệp chiến đấu của mình trong Chiến tranh Vệ quốc vĩ đại, nhưng chưa hề được xuất bản khi ông còn sống. Ngoài ra, trong những năm khác nhau của cuộc đời, ông đã ghi nhật ký, trong đó có những đánh giá cá nhân về những sự kiện quan trọng nhất mà ông tham gia, và của nhiều nhà lãnh đạo quân sự lớn, một cuốn nhật ký được xuất bản trên cùng một trang. Các phiên bản in của cuốn sách và nhật ký cho đến nay (2018) không được xuất bản.
Ông qua đời ngày 29 tháng 4 năm 1996 tại Moskva. Thi hài của ông được chôn cất tại nghĩa trang Troyekurovsky.

## Lịch sử quân hàm
- Trung úy (06/06/1938)
- Thượng úy (16/07/1940)
- Đại úy (tháng 6 năm 1942)
- Thiếu tá (22/03/1943)
- Trung tá (27/02/1944)
- Đại tá (23/03/1949)
- Thiếu tướng xe tăng (31/05/1954)
- Trung tướng xe tăng (22/02/1963)
- Thượng tướng (29/11/1970)
- Đại tướng (19/02/1979).

## Giải thưởng

### Giải thưởng của Liên Xô và Nga
- Huân chương Zhukov (Liên bang Nga, sắc lệnh ngày 11/07/1995) - vì sự khác biệt trong sự lãnh đạo của quân đội trong các hoạt động quân sự trong Chiến tranh Vệ quốc vĩ đại 1941-1945 [1]
- Huân chương Hữu nghị (Liên bang Nga, sắc lệnh ngày 16 tháng 2 năm 1995) - vì những đóng góp cá nhân to lớn của ông trong việc tăng cường tình hữu nghị và hợp tác giữa các quốc gia và quốc tịch và tham gia tích cực vào giáo dục lòng yêu nước của thanh niên [2]
- Hai Huân chương Lenin (bao gồm 01/01/1985)
- Huân chương Cách mạng Tháng Mười (8 tháng 1 năm 1975)
- Ba Huân chương Cờ đỏ (bao gồm 10.25.1944, 10.26.1955 [3])
- Huân chương Suvorov hạng Nhì (18/12/1956)
- Huân chương Chiến tranh vệ quốc hạng Nhất (08/30/1944, 03/11/1985 [4])
- Huân chương Chiến tranh vệ quốc hạng Nhì (03/08/1944)
- Ba huân chương Sao đỏ (23/11/1943, 11/06/1945 [3], 02,21.1969)

### Giải thưởng nước ngoài
- Huân chương Cờ đỏ (Mông Cổ),
- Huân chương Partisan Star hạng Nhất (Cộng hòa Liên bang Xã hội chủ nghĩa Nam Tư)
- Huân chương Quân công hạng Nhất (Việt Nam)
- Huân chương Cộng hòa Nhân dân Bulgaria hạng Nhì (Cộng hòa Nhân dân Bulgaria)
- Huân chương "Bảo vệ Tổ quốc" hạng Ba (România)

## Tưởng niệm
- Tên Obaturov được gán cho Thư viện quận trung tâm Nagorsk [5][6]

## Văn học
- Военная энциклопедия в 8 томах. М.:Военное издательство, 1994—2004. — Т.6.
- Калашников К. А., Додонов И. Ю. Высший командный состав Вооружённых сил СССР в послевоенный период. Справочные материалы (1945—1975 гг.). Том 3. Командный состав танковых войск. Усть-Каменогорск: «Медиа-Альянс», 2017. — ISBN 978-601-7887-15-5. — С. 348—351.
- Окороков Александр. Секретные войны СССР. Самая полная энциклопедия. — Москва:«Яуза», «Эксмо», 2015. — ISBN 978-5-699-67679-8. — С.722.